# IC 2144
IC 2144 ist ein Emissionsnebel im Sternbild Taurus. Das Objekt wurde in den 1890'igern von Edward Emerson Barnard entdeckt.